# إيغاليم
إغاليم ( السومرية: 𒀭𒅅𒄋 ) أو إيجاليما ( السومرية: 𒀭𒅅𒄋𒈠 )  كان إلهًا من بلاد ما بين النهرين من البانثيون المحلي لولاية لكش. كان مرتبطًا ارتباطًا وثيقًا بنينجيرسو، وربما نشأ كتجسيد لباب معبده، وكان يُعتبر أحد أفراد عائلته. كان شقيقه الأكبر شولشاغا وكانت والدته باو، كما هو موثق بالفعل في مصادر الأسرات المبكرة. حتى نهاية فترة أور الثالثة كان يُعبد في لكش وجيرسو، حيث كان له معبد، على الرغم من أنه يظهر أيضًا في عدد من النصوص اللاحقة.

## الاسم والشخصية
الرأي المتفق عليه هو أن اسم إيجاليما يمكن ترجمته إلى "باب البيسون ". كان يعمل كبواب إلهي لـ E-ninnu ، "بيت الخمسين" (المعروف أيضًا باسم E-ninnu-Anzû-babbar، "بيت الخمسين طائر أنزو الأبيض")، معبد نينجيرسو في جيرسو. وقد اقترح أنه كان في الأصل تجسيدًا لبوابته، وأن العلامة المسمارية alim ("بيسون") في اسمه تشير مجازيًا إلى نينجيرسو، وليس إلى حيوان حقيقي. يشير نقش في جوديا إلى إيجاليم باعتباره "حاجبًا كبيرًا" إلهيًا ( gal 5 -lá -gal ). ويُفترض أن هذا كان دوره الأساسي.
لا ينبغي الخلط بين اسم إيجاليم والاسم المماثل إيجلوليم، وهو ليس بناءً في صيغة الجر ويشير إلى إله مختلف.
لا يُعرف أيقونية إيجاليم، حيث اقترح البعض أن تصوير الثور الذي يحمل بوابة مجنحة على ظهره هو رمزه، إلا أن هذا الرأي لم يجد دعمًا عالميًا بسبب عدم وجود أمثلة من المنطقة التي كان يُعبد فيها.

## الارتباطات مع الآلهة الأخرى
كان نينجيرسو يُعتبر والد إيجاليم، بينما كان شولشاجا، الموصوف بأنه الابن الأكبر لهذا الإله، يُعتبر أخاه الأكبر. كانت زوجة نينجيرسو، باو، تُعتبر والدة الأخوين. كان يُفترض أن هؤلاء الآلهة الأربعة قد شكلوا عائلة بالفعل في فترة الأسرات المبكرة. في غالبية النصوص من لجش، يظهر إيجاليم بعد شولشاجا إذا تم استدعاء كليهما في وقت واحد، مما يعكس على الأرجح مكانته الأدنى. ومع ذلك، يشير غريغوار نيكوليت إلى أنه في قوائم الآلهة اللاحقة يظهر إيجاليما أولاً بدلاً من ذلك، وهو ما يعزو إليه أهميته الأكبر في نظر مؤلفيها، الناتجة عن ارتباطه بمعبد إي نينو.
بسبب التشابه الموثق جيدًا بين نينجيرسو ونينورتا، يظهر إيجاليم مرتبطًا بالأخير في تكوين نينورتا د. يشير نص من كيش، BM 33055، إلى إيجاليم وشولشاجا باعتبارهما أسلحة زابابا، بينما في اللوح STT 400 جمعت مع أسلحة نينازو المؤلهة، شولازيدا ("بطل اليد اليمنى") وشولاجوبو ("بطل اليد اليمنى").
في ترنيمة لنونجال، ذكرت إيجاليم كعضو في بلاط هذه الإلهة، على وجه التحديد باعتباره "حارسها الأعلى" ( nu-bànda-maḫ ). قد يكون هذا الارتباط مرتبطًا بالدور المخصص له في نقش جوديا.

## يعبد
ينتمي إيجاليم إلى آلهة لكش. وقد أثبت بالفعل في مصادر معاصرة للنصوص المبكرة من فارا. يأتي أقدم نقش تذكاري يذكره من عهد أورو إنيمجينا ويخلد ذكرى بناء معبده إيميخوشجالانكي، "البيت الذي يحمل الما رهيب السماء والأرض". كما ورد ذكر المعبد نفسه في نقش جوديا. كان يقع في جيرسو. وفقًا لتونيا شارلاخ، فإن معابد إيجاليم وشولشاجا في ولاية لكش في فترة الأسرات المبكرة، بالإضافة إلى تبعياتها المختلفة (مثل الحقول أو مصائد الأسماك) كانت تُدار من قبل أبناء الملك الحاكم أو، إذا كانوا صغارًا جدًا للقيام بهذا الدور، من قبل والدتهم. أستخدم مصطلح رجال الدين في إيجاليم في المصادر النصية تحت المصطلح العام "شعب إيجاليم" ( lú d Ig-alim )، على غرار تلك المستخدمة للإشارة إلى المجموعات المرتبطة بباو وشولشاغا. وثقت إيجاليم في قوائم العروض المختلفة في عصر الأسرات المبكرة من لجش والتي ركزت على الآلهة من دائرة نينجيرسو وباو، على سبيل المثال كمتلقي للأغنام أو الماعز، في بعض الحالات إلى جانب شولشاغا. أحتفل به خلال مهرجان والدته في جيرسو (إلى جانب آلهة مثل نينشوبور أو نينازو أو خيجير ) وخلال مهرجان آخر، ركز على والده، والذي ربما حدث في مدينة لجش.
عُثر على تمثال صغير أهداها شولجي إلى إيجاليم في تلوه (جيرسو). ويشير إليه في النقش المصاحب بأنه "الابن الحبيب لنينجيرسو". وهو النقش الملكي الوحيد الذي تم التعرف عليه من فترة أور الثالثة والمُخصص لهذا الإله.
لم يتم إثبات العبادة النشطة لإيجاليم إلا حتى نهاية فترة أور الثالثة. في قائمة آلهة نيبور البابلية القديمة اللاحقة، يظهر باعتباره الآلهة رقم 77 من الآلهة المذكورة، قبل نيرغال وعلى مقربة من آلهة العالم السفلي الأخرى، والتي قد تكون وفقًا لجيريميا بيترسون انعكاسًا لارتباطه بنونغال. في قائمة المعابد الكنسية ، والتي من المرجح أنها ألفت في الفترة الكاشية ، يظهر معبده إيميخوسغالانكي باعتباره المدخل رقم 498.

## روابط خارجية
- تيجي إلى نينورتا ( نينورتا د ) في مجموعة النصوص الإلكترونية للأدب السومري
- ترنيمة لنونجال ( نونجال أ ) في ETCSL